# Ондраш Комаромі
Ондраш Комаромі (18 листопада 1861 , Петрешть, Алба  — 5 грудня 1931 , Будапешт ) — угорський історик, архівіст, член-кореспондент Угорської академії наук. Він був видатним дослідником історії ранньомодерної Угорщини та Трансільванії, минулого гайдуків. 

## Діяльність
Закінчивши реформатську середню школу в Марамуреші, він вступив до Будапештського університету в 1880 році. У студентські роки, з 1881 по 1885 рік, він працював в архівах Угорського національного музею та університетської бібліотеки, і в той же час працював на перших шпальтах «Комета і дурні боги», але його новели також з'являлися в газети Сігет Мармаціє. Докторську ступінь здобув у 1887 році. З 1886 р. працював в Угорському національному архіві, з 1893 р. — архіварієм, а потім національним субархівістом. У той же час, в 1900 році він здобув кваліфікацію приватного викладача в Будапештському університеті, викладаючи історію Угорщини. У 1917 році він був призначений головним національним архіваріусом, відповідальним за нагляд за сільськими офіційними архівами. У 1921 році він був звільнений у званні директора національних архівів та почесного радника міністрів. Він покінчив життя самогубством через смерть сина.
В авангарді його досліджень — Королівство Угорщина та Трансільванія 16–17. століття історії. Він багато займався деякими битвами П’ятнадцятирічної війни (наприклад, битвою на Польовому Хресті), історією гайдусів, рухами і повстаннями гайду та історією Гайдушага. Він опрацьовував життєві історії кількох видатних державних діячів та воєначальників того періоду, серед яких Іштван Вербчі, Імре Телекеші, Міхалі Телекесі, Зігмонд Балашша, Габор Баторі, Дьордь Берені та Ференц Редей. Крім того, він досяг значних результатів у галузі історичних досліджень регіону Угоча. У 1899–1901 рр. Разом із Белою Петтко був головним редактором журналу сімейної історії «Іван Надь», а між 1900 і 1911 рр. — редактором Історичної бібліотеки.
На знак визнання його наукових заслуг у 1895 р. він був обраний членом-кореспондентом Угорської академії наук. З 1887 року він був членом Угорського геральдичного та генеалогічного товариства, а з 1889 року — членом Угорського історичного товариства.

## Творчість
- Karancsberényi báró Berényi György élete és politikai működése (1601–1677). in: Századok XIX. 1885. 126–155.
- Listi László élete: Irodalomtörténeti tanulmány. Budapest, Pfeifer, 1887, 62 p.
- Révay Kata Szidónia levelei férjéhez 1656–1702. Budapest, Athenaeum, 1888, 88 p.
- Hunt Pázmán nemzetség ugocsai ága. Budapest, 1889, 53 p.
- Thelekessy Mihály 1576–1601. Budapest, Kilián, 1890, 127 p.
- A Szentpáli család megtelepedése Ugocsa-vármegyében. Nagyszőlős, 1892.
- A borosjenei Tisza család ősei. Budapest, Franklin ny., 1895, 162 p.
- Ugocsa vármegye keletkezése. Budapest, Magyar Tudományos Akadémia, 1896, 47 p. (akadémiai székfoglalója)
- A szent korona és Bethlen Gábor. in: Századok XXXII. 1898. 10. sz. 876–883.
- A szabad hajdúk történetére vonatkozó levéltári kutatások. Budapest, Magyar Tudományos Akadémia, 1898, 76 p.
- 1911 Koháry Péter érsekújvári kapitány levelei Thurzó György nádorhoz 1611-1616. Hadtörténelmi közlemények 12/1, 77-109.
- Ugocsa vármegye a történelemben: Válogatott írások. Ungvár, Kárpátaljai Magyar Kulturális Szövetség, 2001, 180 p.